# Густаво Алатрісте
Густаво Мігель Алатрісте Родрігес (ісп. Gustavo Miguel Alatriste Rodríguez; 25 серпня 1922, Пуерто-Вальярта, Халіско — 22 липня 2006, Х'юстон, Техас, США) — мексиканський продюсер та режисер.

## Життєпис
Народився 25 серпня 1922 року в місті Пуерто-Вальярта, штат Халіско. Навчався в Автономному університеті штату Нуево Леон. У 1980-х роках обіймав посаду віце-президента мексиканської кіноорганізації CANACINE, пізніше заснував власну виробничу компанію Alatriste, потім перейменовану на Plaza Condesa.
У 1954—1960 роках був одружений з акторкою Аріадною Велтер, молодшою сестрою акторки Лінди Крістіан. У 1961—1967 роках перебував у шлюбі з акторкою Сільвією Піналь. Їхня дочка Вірідіана Алатрісте (1963—1982), яка також стала акторкою, трагічно загинула в автомобільній аварії в віці 19 років. Виступив продюсером так званої «антирелігійної» кінотрилогії режисера Луїса Бунюеля — «Вірідіана» (1961), «Ангел-винищувач» (1962), «Симеон Пустельник» (1965), в якій грала Піналь. У 1967 році одружився з 18-річною акторкою Сонею Інфанте. В подружжя народились двоє дітей. У 1982 році цей шлюб (як і обидва попередніх) завершився розлученням.
1972 року нагороджений спеціальною премією Арієль. 1982 року екранізував п'єсу «Дім Бернарди Альби» Лорки за участю Ампаро Рівельєс, Магди Гусман та інші.
Густаво Алатрісте помер 22 липня 2006 року в Х'юстоні, Техас, від раку підшлункової залози в 83-річному віці.

## Фільмографія
Продюсер:
- 1961 — Вірідіана / Viridiana
- 1962 — Ангел-винищувач / El ángel exterminador
- 1965 — Симеон Пустельник / Simón del desierto
- 1971 — Хто винен / Quien resulte responsable
- 1975 — Риболовецькі технології / Tecnologías pesqueras
- 1976 — Людина / Human
- 1980 — Сітка / La grilla
- 1982 — Дім Бернарди Альби / La casa de Bernarda Alba

Режисер:
- 1971 — Людина / Human
- 1973 — Вікторіно / Victorino (Las calles no se siembran)
- 1973 — Серед фіалок / Entre violetas
- 1973 — Привілейовані / Los privilegiados
- 1975 — Риболовецькі технології / Las tecnologías pesqueras
- 1978 — На повідку у голоду / En la cuerda del hambre
- 1979 — Сітка / La grilla
- 1981 — Цей знаменитий Ремінгтон / Aquel famoso Remington
- 1982 — Дім Бернарди Альби / La casa de Bernarda Alba
- 1982 — Тонья, дівиця / Toña, nacida virgen
- 1982 — Історія скандальної жінки / Historia de una mujer escandalosa
- 1982 — Вбивча комбінація / La combi asesina

Актор:
- 1973 — Вікторіно / Victorino (Las calles no se siembran)
- 1981 — Цей знаменитий Ремінгтон / Aquel famoso Remington
- 1982 — Історія скандальної жінки / Historia de una mujer escandalosa

Сценарист:
- 1981 — Цей знаменитий Ремінгтон / Aquel famoso Remington
- 1982 — Дім Бернарди Альби / La casa de Bernarda Alba

## Нагороди
Арієль
- 1972 — спеціальна премія.